# Альгімантас Бутнорюс
Альгімантас Бутнорюс (лит. Algimantas Butnorius; нар. 20 листопада 1946, Каунас - 30 жовтня 2017) – литовський шахіст, представник Монако від 2014 року, гросмейстер від 2007 року.

## Шахова кар'єра
1967 року єдиний раз у своїй кар'єрі виступив у фіналі чемпіонату СРСР, який проходив у Харкові за швейцарською системою, посівши 58-ме місце серед 126 спортсменів. Крім того, неодноразово брав участь у командних чемпіонатах Радянського Союзу. Багато разів брав участь у фіналі чемпіонату Литви, десять разів здобувши золоті медалі, у роках: 1967, 1968, 1970, 1972, 1973, 1975, 1976, 1980, 1982 і 1993.
У міжнародних змаганнях почав виступати в середині 1980-х років. 1989 року поділив 3-тє місце (позаду Уве Бенша і Шандора Відекі) в Сексарді, 1991 року поділив 1-ше місце у Брно, а в 1995 році вигравав у Шяуляї та посів 3-тє місце в Радвілішкісі. 1999 року досягнув ще одного успіху, здобувши перемогу в Каунасі. У 2002 році посів 1-ше місце в Будапешті (турнір First Saturday GM04), а також  поділив 1-ше місце в Бірштонасі. У 2004 році переміг (разом з Шарунасом Шулскісом і Гедимінасом Саракаускасом) у Паланзі.
Найуспішнішим в кар'єрі був 2007 рік: у Гмундені виборов титул чемпіона світу серед "ветеранів", тобто спортсменів старших 60 років (за це досягнення ФІДЕ присудила йому звання гросмейстера), а в Гоккенгаймі – звання віце-чемпіона Європи у цій же віковій категорії. 2009 року здобув у Рогашці Слатині другий у кар'єрі титул віце-чемпіона Європи серед "ветеранів".
У 2000, 2004 і 2006 роках тричі представляв кольори своєї країни на шахових олімпіадах, а в 1999 і 2003 роках двічі виступив на командних чемпіонатах Європи.

## Зміни рейтингу
| На цьому місці має відображатися графік чи діаграма, однак з технічних причин його відображення наразі вимкнено. Будь ласка, не видаляйте код, який викликає це повідомлення. Розробники вже працюють для того, щоби відновити штатне функціонування цього графіка або діаграми. | |
| | На цьому місці має відображатися графік чи діаграма, однак з технічних причин його відображення наразі вимкнено. Будь ласка, не видаляйте код, який викликає це повідомлення. Розробники вже працюють для того, щоби відновити штатне функціонування цього графіка або діаграми. |